# Le Masseur (film, 2005)
Pour les articles homonymes, voir Le Masseur.
Pour plus de détails, voir Fiche technique et Distribution.
Le Masseur (Masahista) est un film philippin de 2005 écrit et réalisé par Brillante Mendoza.
Le film est aussi distribué en vidéo et sous-titres français avec le titre français Le Masseur. Il a obtenu le Léopard d'or au festival de Locarno en 2005.

## Synopsis
Iliac, un jeune masseur, rentre chez lui dans la province de Pampanga et découvre que son père atteint d'une cirrhose a été envoyé aux urgences de l'hôpital où il est mort peu de temps après. Iliac aide à la préparation de l'enterrement de son père, y compris à l'habillement de son père à la morgue. Ensuite la veillée funèbre se déroule avec la famille restée digne et les voisins qui jouent aux cartes, des petites filles qui jouent entre elles, des amoureux qui s'enlacent, des amis à qui l'on sert de la bonne nourriture. L'enterrement suit le lendemain où là encore la vie et la mort se mêlent : de jeunes garçons jouent au basket ball dans le cimetière, alors qu'à côté le cercueil est déposé dans la tombe. Parallèlement, le film déroule les séquences d'Iliac, employé dans un salon de massage pour hommes de Manille, où il masse un écrivain, puis prolonge sa prestation par un acte de prostitution avec ce client. Le corps de son client lui rappelle celui de son père mort. Le film montre également les autres jeunes masseurs avec leurs clients. Ils se confient à eux avec douceur et parfois humour et formulent des rêves d'avenir, pendant qu'ils les massent, puis finalement vendent leurs charmes une fois le massage effectué. La plupart des clients, capricieux et égoïstes, ne cherchent qu'à obtenir des rabais ou à aller plus loin que la négociation tarifée au départ. Tous les masseurs travaillent dans ce lieu pour aider leurs familles. La dernière séquence montre Iliac après son travail qui part en taxi chez sa petite amie, visiblement prostituée comme lui.

## Fiche technique
- Titre original : Masahista
- Titre français : Le Masseur
- Réalisation : Brillante Mendoza
- Scénario : Ferdinand Lapuz, Brillante Mendoza et Boots Agbayani Pastor
- Musique : Jerrold Tarog
- Photographie : Timmy Jimenez et Monchie Redoble
- Montage : Herbert Navasca
- Société de production : Gee Films International et Centerstage Productions
- Pays :  Philippines
- Genre : Drame
- Durée : 76 minutes
- Dates de sortie : 
  -  Philippines : 19 octobre 2005

## Distribution
- Coco Martin : Iliac, le jeune masseur
- Jaclyn Jose : Naty
- Allan Paule : Alfredo, le client d'Iliac
- Katherine Luna : Tessa
- Aaron Rivera : Maldon, le frère d'Iliac

## Prix et récompenses
- Prix du public du Festival du film gay et lesbien de Turin.
- Léopard d'or du Festival de Locarno[2]